# Spassk (Oblast' di Kemerovo)
Spassk è una cittadina della Russia siberiana meridionale (oblast' di Kemerovo); appartiene amministrativamente al rajon Taštagol'skij.
Sorge nella parte meridionale della oblast', sul fiume Kondoma.